# Monument de Dositej Obradović
Le monument de Dositej Obradović (en serbe : Споменик Доситеју Обрадовићу et Spomenik Dositeju Obradoviću), est un monument situé dans la municipalité de Stari grad à Belgrade en Serbie. Érigé en 1914, il est inscrit sur la liste des biens culturels de la ville de Belgrade.

## Présentation
Le monument de Dositej Obradović, situé dans le Studentski park (le « parc des étudiants »), est dédié au grand éducateur et écrivain qu'il fut. La statue a été érigée en 1914 à l'initiative de la Société littéraire serbe et de Jovan Skerlić. La réalisation de la statue fut l'objet d'un débat dès le milieu des années 1900, débat qui fut repris en 1911, à l'occasion du centenaire de la mort de Dositej. Le monument fut d'abord placé à l'entrée du parc de Kalemegdan, pour faire pendant au monument de Karađorđe, le long d'une allée ornée de bustes des personnalités serbes les plus importantes. Le Studenski park, quant à lui, fut réalisé dans les années 1930 et la statue y fut transférée, formant un contrepoint à celle du botaniste Josif Pančić.
La statue en bronze de Dositej Obradović est l'œuvre du sculpteur Rudolf Valdec ; elle présente Dositej, l'un des premiers éducateurs serbes, comme « un héros de la plume, voyageant à travers le monde à la recherche du savoir ». Le savant est représenté en mouvement, avec un chapeau sur la tête, un livre dans une main et dans l'autre un bâton de voyage. À l'arrière du socle de la statue figurent ces mots, qu'il a écrits : « Il a appris à marcher, regardant vers le futur ! ».
La sculpture de Dositej Obradović constitue l'une des œuvres les plus importantes de Rudolf Valdec.